# Montfar
Montfar es una localidad española del municipio leridano de Ribera d'Ondara, en la comunidad autónoma de Cataluña.

## Historia
La localidad forma parte del término municipal leridano de Ribera d’Ondara, en la comunidad autónoma de Cataluña.
A mediados del siglo XIX contaba con una población de 27 habitantes. En 2021 tenía 4 habitantes. Aparece descrita en el decimoprimer volumen del Diccionario geográfico-estadístico-histórico de España y sus posesiones de Ultramar de Pascual Madoz de la siguiente manera:

MONFAR: l. del distr. municipal de San Antolí (1/2 leg.), en la prov. de Lérida (10), part. jud. de Cervera (1 1/3), aud. terr. y c. g. de Cataluña (Barcelona 13 1/2), dióc. de Vich (17 1/3). sit. en una altura donde el clima, aunque templado en verano, es frio en invierno y nebuloso. Se compone de 8 casas y una igl. (La Natividad de Nuestra Señora) aneja de la parr. de Pallerols: el cementerio está á 10 pasos al N. del pueblo, y los vec. se sirven para sus usos domésticos de las aguas recogidas en una balsa en tiempo de lluvias, próxima tambien al pueblo. Confina el térm. por el N. con Pomá; E. Manresana; S. Pavía, y O. Pallerols. El terreno es quebrado, secano y de inferior calidad, con pocos robles, arbustos y maleza para combustible. Los caminos son de herradura, muy pedregosos y en mal estado, de comunicación con los pueblos circunvecinos: se recibe la correspondencia de la adm. de Cervera, donde la recogen los vec. los dias que pasan al mercado. prod.: centeno, cebada, poco vino y legumbres; cria ganado vacuno para la labranza, y caza abundante de conejos y perdices. pobl.: 4 vec., 27 alm. riqueza imp.: 9,847. contr.: el 14’48 por 100 de esta riqueza.
(Madoz, 1848, p. 447)